# David Lovering

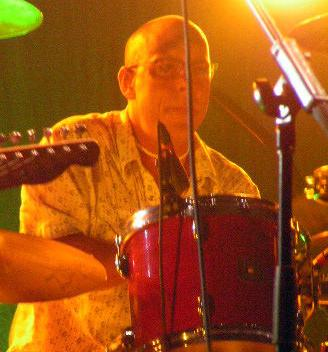
David Lovering

David Lovering (* 6. Dezember 1961 in Boston, Massachusetts) ist ein US-amerikanischer Schlagzeuger und Zauberkünstler. 

## Leben
Lovering war seit der Gründung 1986 Schlagzeuger bei der Indie-Band Pixies. Nachdem sich die Gruppe im Jahr 1993 einstweilig trennte, spielte Lovering zunächst in einigen anderen Bands, unter anderem bei den Martinis, Cracker, Nitzer Ebb und Tanya Donelly. Später begann Lovering unter dem Namen The Scientific Phenomenalist eine Karriere als Zauberkünstler.
Für die Reunion der Pixies kehrte er 2004 zurück ans Schlagzeug.